# Елітна Ліга чемпіонів АФК
Елітна Ліга чемпіонів АФК (англ. AFC Champions League Elite, скорочено англ. ACL Elite) — головний клубний футбольний турнір, що проводиться Азійською конфедерацією футболу (АФК) серед переможців та призерів чемпіонатів та володарів Кубків найрозвиненіших у футбольному плані країн Азії. Розвиток країни і відповідно її представництво в Лізі чемпіонів визначається за рейтингом. З 2007 року в турнірі беруть участь клуби Австралії.

## Назва
У 1967—1971 роках турнір мав назву Азійський клубний чемпіонат, у 1972—1985 турнір не проводився. У 1986—2002 роках мав назву Азійський Кубок чемпіонів. 2003 року після злиття Азійського Кубка чемпіонів і Азійського Кубка володарів кубків турнір отримав назву Ліга чемпіонів АФК і новий формат. Поточну назву носить з 2024 року.

## Формат

### 2009—2020
В сезоні 2009 формат і склад учасників суттєво змінився. Збільшилась загальна кількість учасників, при цьому зменшилася кількість країн, клуби котрих беруть участь у Лізі чемпіонів.
У груповому етапі стали брати участь 32 клуби, котрі розбивались на 8 груп (по 4 групи для Західної і Східної Азії) по 4 команди; по 2 найкращі проходили в плей-оф. Ще одне нововведення — кваліфікаційний раунд, у котрому брали участь до 8 клубів і 2 переможці проходили до групового турніру.

### 2021—2023
У 2021 році груповий етап було розширено з 32 до 40 команд, при цьому як Західний, так і Східний регіони мали п'ять груп по чотири команди. 10 переможців груп та 3 найкращі команди, що посіли друге місце, з кожного регіону виходили до 1/8 фіналу, при цьому ігри все ще проходили за регіональним поділом до фіналу.

### З 2024
З сезоні 2024/25 кількість клубів скоротилось з 40 команд на головній стадії до 24 команд, розділених на Східний та Західний регіони (по 12 команд у кожному), при цьому кожна команда мала зіграти з вісьмома іншими командами зі свого регіону (чотири гри вдома та чотири на виїзді). Вісім найкращих команд з кожного регіону виходять до стадії плей-оф. Матчі 1/8 фіналу проходять у два матчі, а всі наступні матчі, починаючи з чвертьфіналу, проводяться в форматі одного матчу в одній з країн. Саудівській Аравії було надано право приймати фінальний етап протягом перших двох сезонів.

### Всі фінали
| Сезон                       | Місце проведення            | Переможець                          | Рахунок                     | Фіналіст                        |
| Азійський клубний чемпіонат | Азійський клубний чемпіонат | Азійський клубний чемпіонат         | Азійський клубний чемпіонат | Азійський клубний чемпіонат     |
| --------------------------- | --------------------------- | ----------------------------------- | --------------------------- | ------------------------------- |
| 1967                        | Бангкок                     | «Хапоель» (Тель-Авів)               | 2:1                         | «Селангор» (Шах-Алам)           |
| 1969                        | Бангкок                     | «Маккабі» (Тель-Авів)               | 1:0                         | «Янджі» (Сеул)                  |
| 1970                        | Тегеран                     | «Тадж» (Тегеран)                    | 2:1                         | «Хапоель» (Тель-Авів)           |
| 1971                        | Бангкок                     | «Маккабі» (Тель-Авів)               | +:-1                        | «Аль-Шурта» (Багдад)            |
| Азійський кубок чемпіонів   |                             |                                     |                             |                                 |
| 1985/1986                   | Джидда                      | «Деу Роялс» (Пусан)                 | 3:1                         | «Аль-Аглі» (Джидда)             |
| 1986                        | Ер-Ріяд                     | «Фурукава Електрік» (Тіба)          | 2                           | «Аль-Гіляль» (Ер-Ріяд)          |
| 1987                        | фінал у два матчі           | «Йоміурі» (Токіо)                   | +:-3                        | «Аль-Гіляль» (Ер-Ріяд)          |
| 1988/1989                   | фінал у два матчі           | «Садд» (Доха)                       | 2:3/1:04                    | «Аль-Рашид» (Багдад)            |
| 1989/1990                   | фінал у два матчі           | «Ляонін Хувін» (Шеньян)             | 2:1/1:1                     | «Ніссан» (Йокогама)             |
| 1990/1991                   | Дакка                       | «Естеґлал» (Тегеран)                | 2:1                         | «Ляонін Хувін» (Шеньян)         |
| 1991                        | Доха                        | «Аль-Гіляль» (Ер-Ріяд)              | 1:1 (по пен. 4:3)           | «Естеґлал» (Тегеран)            |
| 1992/1993                   | Бахрейн                     | «ПАС» (Тегеран)                     | 1:0                         | «Аль-Шабаб» (Ер-Ріяд)           |
| 1993/1994                   | Бангкок                     | «Тай Фармерз Банк» (Бангкок)        | 2:1                         | «Оман Клуб» (Маскат)            |
| 1994/1995                   | Бангкок                     | «Тай Фармерз Банк» (Бангкок)        | 1:0                         | «Аль-Арабі» (Доха)              |
| 1995                        | Ер-Ріяд                     | «Ільва Чунма» (Соннам)              | 1:0                         | «Аль-Наср» (Ер-Ріяд)            |
| 1996/1997                   | Куала-Лумпур                | «Пхохан Стілерс» (Пхохан)           | 2:1                         | «Соннам Ільва Чунма» (Соннам)   |
| 1997/1998                   | Гонконг                     | «Пхохан Стілерс» (Пхохан)           | 0:0 (по пен. 6:5)           | «Далянь Уанда» (Далянь)         |
| 1998/1999                   | Тегеран                     | «Джубіло Івата» (Івата)             | 2:1                         | «Естеґлал» (Тегеран)            |
| 1999/2000                   | Ер-Ріяд                     | «Аль-Гіляль» (Ер-Ріяд)              | 3:2                         | «Джубіло Івата» (Івата)         |
| 2000/2001                   | Сувон                       | «Сувон Самсунг Блювінгз» (Сувон)    | 1:0                         | «Джубіло Івата» (Івата)         |
| 2001/2002                   | Тегеран                     | «Сувон Самсунг Блювінгз» (Сувон)    | 0:0 (по пен. 4:2)           | «Аньян LG Чітас» (Сеул)         |
| Ліга чемпіонів АФК          |                             |                                     |                             |                                 |
| 2002/2003                   | фінал у два матчі           | «Аль-Айн» (Аль-Айн)                 | 2:0/0:1                     | «БЕК Теро Сасана» (Бангкок)     |
| 2004                        | фінал у два матчі           | «Аль-Іттіхад» (Джидда)              | 1:3/5:0                     | «Соннам Ільва Чунма» (Соннам)   |
| 2005                        | фінал у два матчі           | «Аль-Іттіхад» (Джидда)              | 1:1/4:2                     | «Аль-Айн» (Аль-Айн)             |
| 2006                        | фінал у два матчі           | «Чонбук Хьонде Моторс» (Чонджу)     | 2:0/1:2                     | «Аль-Карама» (Хомс)             |
| 2007                        | фінал у два матчі           | «Урава Ред Даймондс» (Сайтама)      | 1:1/2:0                     | «Сепаган» (Ісфаган)             |
| 2008                        | фінал у два матчі           | «Ґамба Осака» (Осака)               | 3:0/2:0                     | «Аделаїда Юнайтед» (Аделаїда)   |
| 2009                        | Токіо                       | «Пхохан Стілерс» (Пхохан)           | 2:1                         | «Аль-Іттіхад» (Джидда)          |
| 2010                        | Токіо                       | «Соннам Ільва Чунма» (Соннам)       | 3:1                         | «Зоб Аган» (Ісфаган)            |
| 2011                        | Чонджу                      | «Садд» (Доха)                       | 2:2 (по пен. 4:2)           | «Чонбук Хьонде Моторс» (Чонджу) |
| 2012                        | Ульсан                      | «Ульсан Хьонде» (Ульсан)            | 3:0                         | «Аль-Аглі» (Джидда)             |
| 2013                        | фінал у два матчі           | «Гуанчжоу Евергранд» (Гуанчжоу)     | 2:2/1:14                    | «ФК Сеул» (Сеул)                |
| 2014                        | фінал у два матчі           | «Вестерн Сідней Вондерерз» (Сідней) | 1:0/0:0                     | «Аль-Гіляль» (Ер-Ріяд)          |
| 2015                        | фінал у два матчі           | «Гуанчжоу Евергранд» (Гуанчжоу)     | 0:0/1:0                     | «Аль-Аглі» (Дубай)              |
| 2016                        | фінал у два матчі           | «Чонбук Хьонде Моторс»              | 2:1/1:1                     | «Аль-Айн»                       |
| 2017                        | фінал у два матчі           | «Урава Ред Даймондс»                | 1:1/1:0                     | «Аль-Гіляль»                    |
| 2018                        | фінал у два матчі           | «Касіма Антлерс»                    | 2:0/0:0                     | «Персеполіс»                    |
| 2019                        | фінал у два матчі           | Аль-Гіляль                          | 1:0/2:0                     | Урава Ред Даймондс              |
| 2020                        | Ель-Вакра                   | Ульсан Хьонде                       | 2:1                         | Персеполіс                      |
| 2021                        | фінал у два матчі           | Аль-Гіляль                          | 1:0/2:0                     | Пхохан Стілерс                  |
| 2022                        | фінал у два матчі           | Урава Ред Даймондс                  | 1:1/1:0                     | Аль-Гіляль                      |
| 2023/2024                   | фінал у два матчі           | «Аль-Айн»                           | 1:2/5:1                     | «Йокогама Марінос»              |
| Елітна Ліга чемпіонів АФК   |                             |                                     |                             |                                 |
| 2024/2025                   | Джидда                      | «Аль-Аглі» (Джидда)                 | 2:0                         | «Кавасакі Фронтале»             |

## Найуспішніші клуби
| Клуб                             | П | Роки                   |
| -------------------------------- | - | ---------------------- |
| Аль-Гіляль (Ер-Ріяд)             | 4 | 1991, 2000, 2019, 2021 |
| «Пхохан Стілерс» (Пхохан)        | 3 | 1997, 1998, 2009       |
| «Урава Ред Даймондс» (Сайтама)   | 3 | 2007, 2017, 2022       |
| «Естеґлал» (Тегеран)             | 2 | 1970, 1991             |
| «Соннам Ільва Чунма» (Соннам)    | 2 | 1996, 2010             |
| «Аль-Іттіхад» (Джидда)           | 2 | 2004, 2005             |
| «Чонбук Хьонде Моторс» (Чонджу)  | 2 | 2006, 2016             |
| «Маккабі» (Тель-Авів)            | 2 | 1969, 1971             |
| «Тай Фармерз Банк» (Бангкок)     | 2 | 1994, 1995             |
| «Сувон Самсунг Блювінгз» (Сувон) | 2 | 2001, 2002             |
| «Ас-Садд» (Доха)                 | 2 | 1989, 2011             |
| «Гуанчжоу» (Гуанчжоу)            | 2 | 2013, 2015             |
| «Ульсан Хьонде» (Ульсан)         | 2 | 2012, 2020             |
| «Аль-Айн» (Аль-Айн)              | 2 | 2003, 2024             |

## Перемоги за країнами
| N  | Країна            | Перемог | Фіналів | Остання перемога |
| -- | ----------------- | ------- | ------- | ---------------- |
| 1  | Південна Корея    | 12      | 7       | 2020             |
| 2  | Японія            | 8       | 6       | 2022             |
| 3  | Саудівська Аравія | 7       | 10      | 2025             |
| 4  | Іран              | 3       | 6       | 1993             |
| 5  | Китай             | 3       | 2       | 2015             |
| 6  | Ізраїль           | 3       | 1       | 1971             |
| 7  | ОАЕ               | 2       | 3       | 2024             |
| 8  | Катар             | 2       | 1       | 2011             |
| 9  | Таїланд           | 2       | 1       | 1995             |
| 10 | Австралія         | 1       | 1       | 2014             |